# Spółgłoska nosowa z retrofleksją dźwięczna
Spółgłoska nosowa z retrofleksją – rodzaj dźwięku spółgłoskowego występujący w językach naturalnych. W międzynarodowej transkrypcji fonetycznej IPA oznaczanej symbolem: [ɳ].

## Artykulacja

### Opis
W czasie artykulacji podstawowego wariantu [ɳ]:
- modulowany jest prąd powietrza wydychanego z płuc, czyli jest to spółgłoska płucna egresywna
- Mimo iż dochodzi do zablokowania przepływu powietrza przez tor ustny jamę ustną, podniebienie miękkie jest opuszczone i powietrze uchodzi przez nos – jest to spółgłoska nosowa
- prąd powietrza w jamie ustnej przepływa ponad całym językiem lub przynajmniej powietrze uchodzi wzdłuż środkowej linii języka – jest to spółgłoska środkowa
- czubek języka dotyka podniebienia twardego – jest to spółgłoska z retrofleksją
- wiązadła głosowe periodycznie drgają, spółgłoska ta jest dźwięczna

### Warianty
Można wyróżnić zasadniczo dwa typy retrofleksji:
- artykulację apikalno-postalweolarną – koniuszek języka zostaje uniesiony ku górze i zbliża się (ew. styka) z obszarem tuż za dziąsłami,
- artykulację subapikalno-prepalatalną – przód języka wygina się ku górze i do tyłu, tak że spodnia część języka zbliża się (ew. styka) z początkowym odcinkiem podniebienia twardego.

## Przykłady
- w języku kannada: ಅಣೆ [ʌɳe], „tama”
- w języku malajalam: അണ [aɳa], „szczęka”
- w języku norweskim: garn [gɑːɳ], „przędza”

## Terminologia
Spółgłoska z retrofleksją to inaczej szczytowa lub cerebralna.